# Quido Machulka
Quido Machulka, vlastním jménem Vratislav Machulka (9. prosince 1950 Praha – 23. června 1996 Karlovy Vary) byl český básník a spisovatel. Byl představitelem karlovarského a pražského undergroundu.

## Život
Pětkrát byl souzen pro trestné činy (přečiny) příživnictví, přečin proti pracovní kázni či nedovolené podnikání. Kriminálního deliktu se nedopustil. Dvakrát byl ve vazbě, čtyřikrát odsouzen podmínečně, jednou zproštěn obžaloby, třikrát amnestován. Před nástupem vojenské služby byl dvakrát pozorován na psychiatrii s výsledkem „modrá knížka“.
Publikoval v různých samizdatech (Almanach od Dvou slunců, Vokno...) Martin Machovec připravil k vydání sbírku jeho básní Příživník, vydalo nakladatelství INVERZE v Praze v roce 1992. Předmluvu ke knize napsal Ivan Martin Jirous (Magor) a popisuje v ní, jak Quidovi dvakrát „fyzicky domluvil“ (dal mu pěstí) na koncertech The Plastic People of the Universe.
V roce 2006, tedy posmrtně, byla vydána další Machulkova sbírka Z Hrdlořez do Ďáblic. Nevydán zůstal rozsáhlý dramatický text Skandál v parku.

## Dílo
- Písně příživníka. Vyšlo v samizdatu, 1989
- Příživník. Praha: Inverze 1992
- Z Hrdlořez do Ďáblic. Praha: Kalich 2006
- Skandál v parku. Nepublikováno.